# Melicope conjugata
Melicope conjugata är en vinruteväxtart som beskrevs av Thomas Gordon Hartley. Melicope conjugata ingår i släktet Melicope och familjen vinruteväxter. Inga underarter finns listade i Catalogue of Life.